# Срезнево (Липецкая область)
Сре́знево — село Знаменского сельсовета Лев-Толстовского района Липецкой области.

## История
В документах 1771 г. упоминается сельцо Срезнево (Смагино) по обе стороны оврага Моховые Рясы.

## Название
Название — по фамилии Срезнев.

## Население
| 1859 | 1906 | 2000 | 2010 |
| ---- | ---- | ---- | ---- |
| 387  | ↗594 | ↘31  | ↘17  |